# Mari Takano
Mari Takano (たかの 舞俐, Takano Mari) née à Tokyo le 10 février 1960 est une compositrice, pianiste, essayiste et professeure japonaise. Le travail de Takano est reconnu comme l'un des plus distincts parmi les compositeurs japonais de la « génération post-Takemitsu ».

## Biographie
Mari Takano suit une formation de quatre ans à l'école de musique Tōhō Gakuen à Tokyo, dont un cours de composition avec Mutsuo Shishido et, en 1983, des cours avec Yoriaki Matsudaira et Jō Kondō. À partir de 1983, Takano commence à étudier en Allemagne auprès de Brian Ferneyhough à l'université de musique de Fribourg et en 1986 suit des cours privés avec Morton Feldman. Après l'obtention de son diplôme à Freiburg, Takano s'inscrit à l'université de musique et de théâtre de Hambourg| (Hochschule für Musik und Theater Hamburg) avec György Ligeti om elle étudie jusqu'en 1994. La réputation initiale de Takano en Europe se fait alors qu'elle est pianiste, claviériste et compositrice avec l'ensemble de musique contemporaine Hambourg Consort - ultérieurement appelé Chaosma - auquel elle participe en compagnie de ses collègues étudiants de Ligeti Manfred Stahnke, Hans Peter Reutter, Hubertus Dreyer et Sid Corbett. Takano rentre au Japon en 1994 et enseigne depuis au conservatoire Shobi à Tokyo, à l'école de musique Tōhō Gakuen et, à partir de 2004, au Joshibi Daigaku. Takano a également dirigé et participé à des cours de musique aux États-Unis, dont une classe de maître donnée à l'Université de New York à l'invitation de Julia Wolfe en 2009.
Takano crédite Ligeti de l'avoir aidée à trouver son sens personnel de direction en tant que compositrice. Un autre important soutien du travail de Takano est Robert von Bahr, responsable de BIS Records, qui publie son premier album Women's Paradise et lui commande un concerto pour la flûtiste Sharon Bezaly. Des commandes lui sont passées par la ville de Hambourg (1993, 1995), le 12e festival Interlink de Tokyo (1995) et le festival des arts de Kanagawa (1997) (pour la chanteuse Barbara Hendricks). Plusieurs créations de Takano sont données en première aux États-Unis dont Full Moon (2009) pour la violoniste Mari Kimura installée à New York, et LigAlien IV (2010) pour le Northshore Saxophone Trio, basé à l'université Northwestern de Chicago. Elle compose également sur des commandes pour la mandoliniste Akihiro Fukaya, le joueur de koto Teiko Kikuchi, le joueur de hichiriki Hitomi Nakamura, le saxophoniste Masahito Sugihara et la pianiste Ellen Ugelvik.

## Discographie
- Mari Takano: Women's Paradise, BIS CD 1238
- Sharon Bézaly: Spellbound, BIS CD 1649

## Prix et distinctions
- 1981 : 3e prix du Manichi Edition/NHK competition pour L'Aube
- 1984 : Prix Irino pour Duende
- 1985 : Prix d'encouragement de la ville de Stuttgart pour Kokai
- 1986 : Premier prix au concours de composition organisé par la ville d'Ancône

## Œuvres

### Pour la scène
- 1991 : Women's Paradise, abstract opéra pour mezzo-soprano, chœur de femmes, 3 saxos, 3 synthétiseurs ou échantillonneurs et alto
- The Snow Queen, opéra de chambre (en travaux de 1992 à présent) différentes sections exécutées comme des œuvres distinctes; Flower Aria (1993/1997), Crow Scene (1993/1995) et acte II, scènes 1-5 (1995)
- 2007 : Beautiful Mythology of Japan (musique de scène) pour violon & piano

### Œuvres pour orchestre
- 1984 : Kokai pour piano & orchestre
- 2006 : Concerto pour flûte & cordes

### Musique de chambre
- 1982 : Duende, pour flûte, clarinette, carillon tubulaire, vibraphone et violon
- 1984 : Felicitas, pour 15 instruments
- 1985 : Liebeslieder pour flûte solo
- 1985 : Kreislauf, pou quatuor de percussions
- 1986 : Octet pour 2 flûtes, 2 hautbois, 2 clarinettes et 2 bassons (1986)
- 1987 : Quatre pièces pour six musiciens pour 3 vents, trombone, piano et percussions
- 1987 : Are you going with me? [première version] pour vibraphone & piano
- 1987 : Are you going with me? [seconde version] pour 2 guitares
- 1988 : Zauberspiegel pour hautbois & piano (ou synthétiseur)
- 1989 : Casablanca pour sax, synthétiseur, alto & contrebasse [première version] ou sax, 2 synthétiseurs & alto [seconde version]
- 1992 : L'Abandon pour 14 guitares
- 1993 : Octuor en deux mouvements, pour clarinette, cor, guitare, piano, 2 percussionnistes, violon et contrebasse
- 1989 : Snow Shadow; The Crow and the Jelly Fish pour guitare, harpe, percussions et rebab
- 1998 : Mugen No Tsuki; Mugen No Hoshi pour koto, koto à 17 cordes, sho, hichiriki & violon
- 1999 : Quatuor à cordes
- 2000 : Song of the Pig-Mary (Paradox Love Song) pour 6 harmonicas
- 2000 :  Moon Cherry pour shakuhachi, koto & koto à 17 cordes
- 2001 : Silent Light pour mandoline et clavecin
- 2002 : Deux pièces pour 2 mandolines
- 2003 : LigAlien I pour saxophone soprano, saxophone ténor & piano
- 2003 : LigAlien II pour hichiriki, koto à 17 cordes & violon
- 2007 LigAlien III pour violon & harpe
- 2008 LigAlien IV pour saxophone soprano, saxophone ténor & piano
- 2010 LigAlien V pour shakuhachi, piano, violon & violoncelle

### Musique vocale
- 1987 Trois pièces pour voix pour ténor, chœur mixte, 2 flûtes à bec et 2 percussionnistes ou pour ténor et chœur mixte
- 1997 Deux chansons pour soprano & piano

### Piano
- 2000 : Innocent
- 2006 : Jungibility
- 2009 : We Will Meet Again

### Musique électronique
- 1992 : L'Abandon [première version] pour guitare & electronics
- 1992 : L'Abandon [seconde version] pour synthétiseur & MIDI
- 2009 : Full Moon, pour violon & electronics

## Source de la traduction
- (en) Cet article est partiellement ou en totalité issu de l’article de Wikipédia en anglais intitulé « Mari Takano » (voir la liste des auteurs).